# Вортимер
Вортимер (англ. Vortimer, валл. Gwerthefyr) — полулегендарный король бриттов, сын британского правителя V века Вортигерна. В отличие от своего отца, был противником широкого расселения саксов на землях Британии.

## Биография
Согласно средневековым валлийским генеалогиям, Вортимер, называемый в них Гвертевиром ап Гуртейрном, был сыном Вортигерна и его жены Северы, дочери Магна Максима. Таким образом, происхождение Вортимера возводилось к одному из римских императоров.
Согласно Неннию и следовавшему за ним в своём изложении событий Гальфриду Монмутскому, Вортимер после захвата саксами юго-восточных областей Британии сверг своего отца. Возможно, это произошло в 447 году. В ходе войны бритты под командованием Вортимера разбили саксов в четырёх сражениях. Сначала была одержана победа в битве на реке Дергвентиде (современная Деруэнт), а в 455 году — у брода Эписфорд (или Ритергабайл), где пали брат Вортимера, Категирн, и король Кента Хорса. В 457 году на берегах Ла-Манша Вортимеру удалось вновь разбить саксов и заставить их бежать, по версии Англосаксонской хроники — в Лондон, а по сообщению Гальфрида Монмунтского — на остров Танет. Вскоре после этого Вортимер был отравлен своей мачехой Ронуэн, дочерью Хенгиста .
У Вортимера было три дочери. Одна из них, Анна, стала женой Кинира, властителя замка Каэр-Кинир, и матерью множества детей, в числе которых была Нонна, мать Святого Давида. Согласно генеалогии Bonedd yr Arwyr, святая Анна была дочерью Утера Пендрагона и Эйгир (Игрейн), дочери Амлауда Вледига. Таким образом Вортимер, возможно, мог являться одним из прототипов Утера и мог иметь жену Игрейну.
Вторая дочь Вортимера, Мадрун (родилась в 440), была женой Инира.

## В культуре
Вортимер стал персонажем романа Розмэри Сатклиф «Факелоносцы».